# Hearts of Iron III
『Hearts of Iron III』（Hoi3）は、2009年8月7日に発売された歴史シミュレーションゲーム。
日本語版は2009年12月18日に発売。
ゲームエンジンがEU3由来のクラウゼヴィッツエンジンへと変更されており、グラフィックの3D化が試みられている。

## ゲームシステム
アナウンスで明らかにされた新作の方向性は「前作の伝統を引き継ぐ一方で、熟練者向けに多数の新機軸とシステムに注力する。それらには10000以上に区切られた巨大なマップも含まれる。」とされている。前作とは異なり歴史的イベントがほとんど無い上、AIも史実には従わない（永世中立国スイスが連合入り、フランスがマジノ線からドイツ領内に進入など）為、史実通りに進めることが非常に困難となってしまった。
システムも大幅に変化しており、たとえば軍事はプロヴィンス数が約4倍になった上、軍隊の最小単位が旅団、輸送艦による上陸が沿岸部ならどこでも可能になるなど、戦略性が増している。貿易システムも変更され、物々交換は共産主義国家しかできなくなった。技術開発も戦艦のエンジンや歩兵用のグレネードなど、開発項目が細かくなっている。外交も簡単には宣戦布告ができず、スパイの重要度が増している。その他にも亡命政府など新システムが追加されている。だが、補給システムの改変によりシベリアが実質突破不可能などの欠陥等もおきている。

### 中立度
他国の脅威度をスパイによって高めることにより、自国の中立度が低くなる。 他国の脅威度が自国の中立度を上回ると宣戦布告が可能になる。

### 勝利条件
Hearts of Iron III Semper Fi以降ではゲーム開始時に陣営の盟主国が勝利条件を設定できるようになっており、それを達成することで勝利する。勝利した後もゲームは継続できる。

## DLC
Hearts of Iron IIISemper Fi
Hearts of Iron IIIの拡張パック。2010年6月6日に発売。日本語版は2010年10月1日に発売。1940年シナリオやイベントの追加が図られている。

Hearts of Iron IIIFor the Motherland
Hearts of Iron IIIの拡張パック第2弾。2011年6月28日に発売。日本語版は2011年10月7日に発売。局地的な戦闘シナリオの追加やバランス調整、さらなるシステムの改善が図られている。また、本作よりマルチスレッドに対応となっている。

Hearts of Iron IIITheir Finest Hour
Hearts of Iron IIIの拡張パック第3弾。2012年9月26日に発売。日本語版は2013年2月1日に発売。主な変更点としては、戦闘シナリオ「冬戦争」「スペイン内戦」の追加、「カスタムゲームモード」やマップモードツール「作戦計画モード」の追加といったシステムの変更、国ごとに違う「精鋭部隊ユニット」や上陸作戦用艦艇の追加、などが挙げられている。